# 品川 (東京都)
品川（しながわ）は、東京都の地域名。主に品川区品川地域の地名を指すが、港区高輪・港南に所在する品川駅周辺を含めることもある。

## 概要
元々は、東京湾へ注ぐ目黒川の河口付近の流れ、およびその付近を指して「品川」と呼んだ。品川湊があった。
近代になって、ターミナル駅の品川駅がこれよりかなり北側に開業したため、現在の品川の心象的地理は、港区の駅周辺を含めた地域まで拡大している。
品川の名前の由来は、目黒川の別名であるとする説、高輪に対して品ヶ輪とした説など様々あり、はっきりとしたことはよく分からない。江戸時代には東海道の宿場町の品川宿として賑わった。現在の品川駅周辺は、再開発により大規模なビジネス街として発展している。

## 行政上の地名
「品川」を呼称に含む現町名
東京都品川区
北品川
西品川
東品川
南品川
「品川」を呼称に含まない現町名
東京都品川区
広町

## 地理
品川の地形的な重要要素となる目黒川は品川区北品川と南品川の間を流れ、現在は東品川の天王洲アイルの南側で東京湾に注いでいる。旧東海道から沖合いは、そのほとんどが近代以降の埋立地となっている。

## 歴史
「品川」の文字が歴史書において初見されるのは、1184年（元暦元年）の田代文書である。
室町時代には品川湊を拠点とした豪商・鈴木道胤の存在が知られており、古河公方足利成氏や太田道灌といった関東の実力者からも一目置かれていた。
江戸時代においては、東海道、江戸口の一番目の宿場町品川宿として栄えた。現在の東海道、国道15号は、当時の東海道から離れた位置にあり、これと国道357号に挟まれた路地が当時の東海道である。
また、江戸の港町としても栄え、上方へ向かう廻船が品川湊から出航した。また、御菜浦の一つに指定された。
品川の心象的地理が拡大した要因ともなる、東海道本線品川駅が現在の港区港南に開業したのは、日本初の鉄道が品川-横浜（現在の桜木町駅）間に敷設された、1872年6月12日のことである（新橋－横浜間は10月14日本開業だが、これに先立つ仮開業）。
なお、1902年に京浜電気鉄道（現在の京浜急行電鉄）が現在の大森海岸駅まで開業した際は、現在の北品川駅が品川駅を名乗った。これは地理的にみると省線の品川よりも名乗りが正しいが、これよりも省線の品川駅よりに路線を延長して省線品川駅向いに高輪駅を開業させると、品川駅から北品川駅へと名称を改めた。
さらに1933年に高輪駅を廃して、現在地と同じ省線品川駅に併設される形に改められて以来、京急本線では品川駅の南側は北品川駅という状態が続いている。
旧東海道付近は、宿場町である品川宿の風情をかすかに残している。大崎駅一帯、品川駅一帯では近年再開発が進み、町の顔が大きく様変わりしている。

## 品川駅東口地区再開発地区計画
品川駅東口一帯　港区港南・品川区北品川は元々は国鉄の土地であった。1984年に興和不動産が貨物ヤード（A-1地区）を買い取り開発の計画が進みかけたが、1987年の国鉄解体により新幹線の車両基地が国鉄清算事業団に移譲されたため、この土地（B-1地区）も同時に開発されることとなり、同年早速興和不動産は新都心品川へ向けてを発表した。その後、初の再開発地区計画制度を導入することが決まり、その後計画の検討が重ねられ、まず興和不動産によりA-1地区に品川インターシティが1995年に着工、1998年に竣工し、続けて三菱商事を中心とする10会社によってB-1地区に品川グランドコモンズが2000年に着工、2004年に竣工した。
- A-1地区品川インターシティ
  - 品川インターシティA棟 - 工機ホールディングス、近鉄エクスプレス本社など
  - 品川インターシティShop&Restaurant棟
  - 品川インターシティB棟 - 大林組東京本社、富士通パーソナルズ本社など
  - 品川インターシティC棟 - NECキャピタルソリューション本社
  - 品川インターシティホール棟
  - 品川セントラルガーデン
- A-2地区品川インターシティフロント
- B-1地区品川グランドコモンズ
  - 品川イーストワンタワー - 大東建託本社、ストリングスホテル東京インターコンチネンタル
  - 太陽生命品川ビル - 太陽生命保険、山善東京本社など
  - 品川グランドセントラルタワー　-日本マイクロソフト、NTTテクノクロス本社など
  - 三菱重工ビル - 三菱重工業本社
  - キヤノンSタワー - キヤノンマーケティングジャパン本社
  - ストーリア品川 - 賃貸住宅
  - 品川Vタワー - 分譲住宅
- B-2地区
  - JR品川イーストビル - アトレ品川やゼンショー、ダイセル東京本社が入居
  - JR東海品川ビル - JR東海東京本社が入居。
- B-3地区
  - アレア品川 - NTTデータ
- B-4地区
  - 京王品川ビル - 電通国際情報サービス本社など

この地区では羽田空港による高さ制限（制限表面）があり、150mを超える建物は建たなかった。
2003年10月1日に東海道新幹線の駅が開業した品川駅からの通路や広場、自動車の地下通路や駐車場なども整備され、一大オフィス街を形成している。

## 品川を舞台とした作品
- ゴジラ
- ゴジラvsデストロイア

## 画像一覧

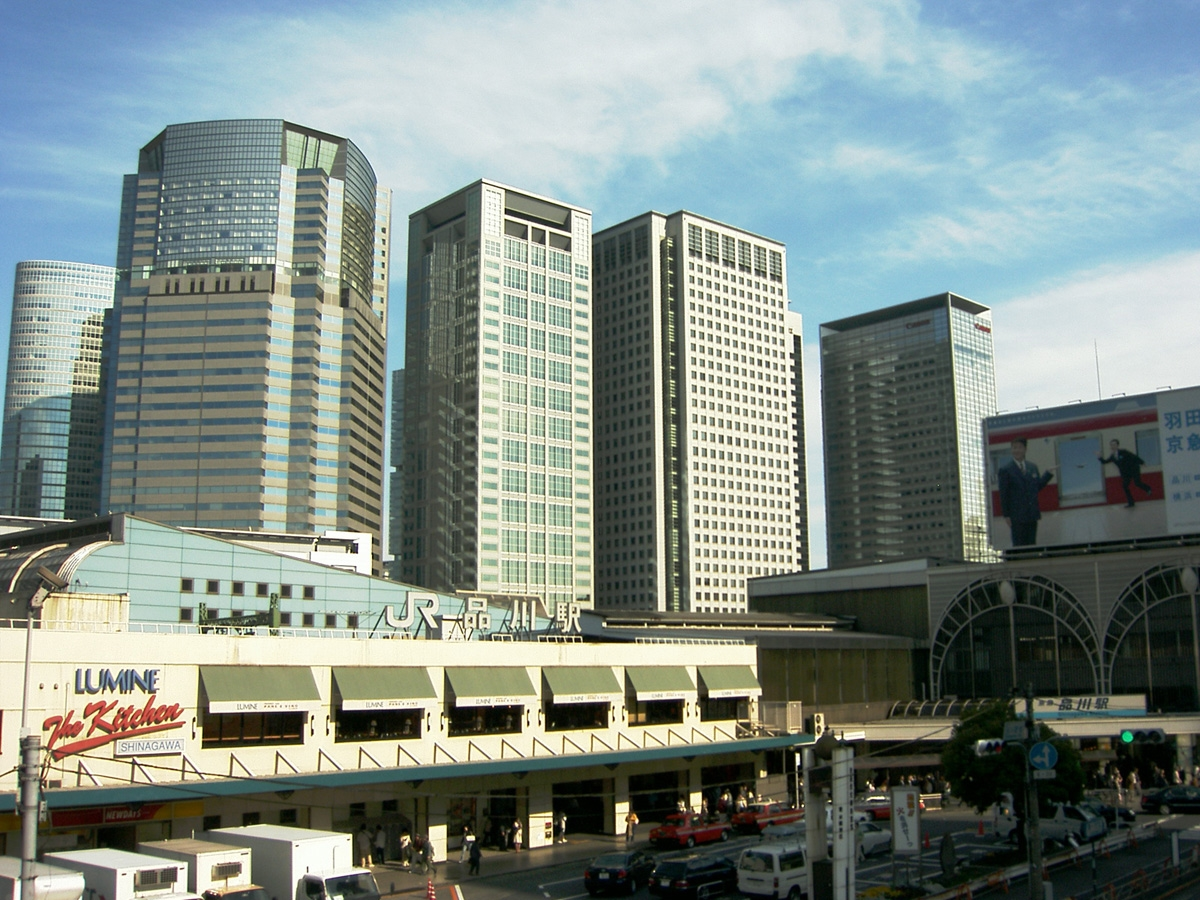
品川駅と超高層ビル群
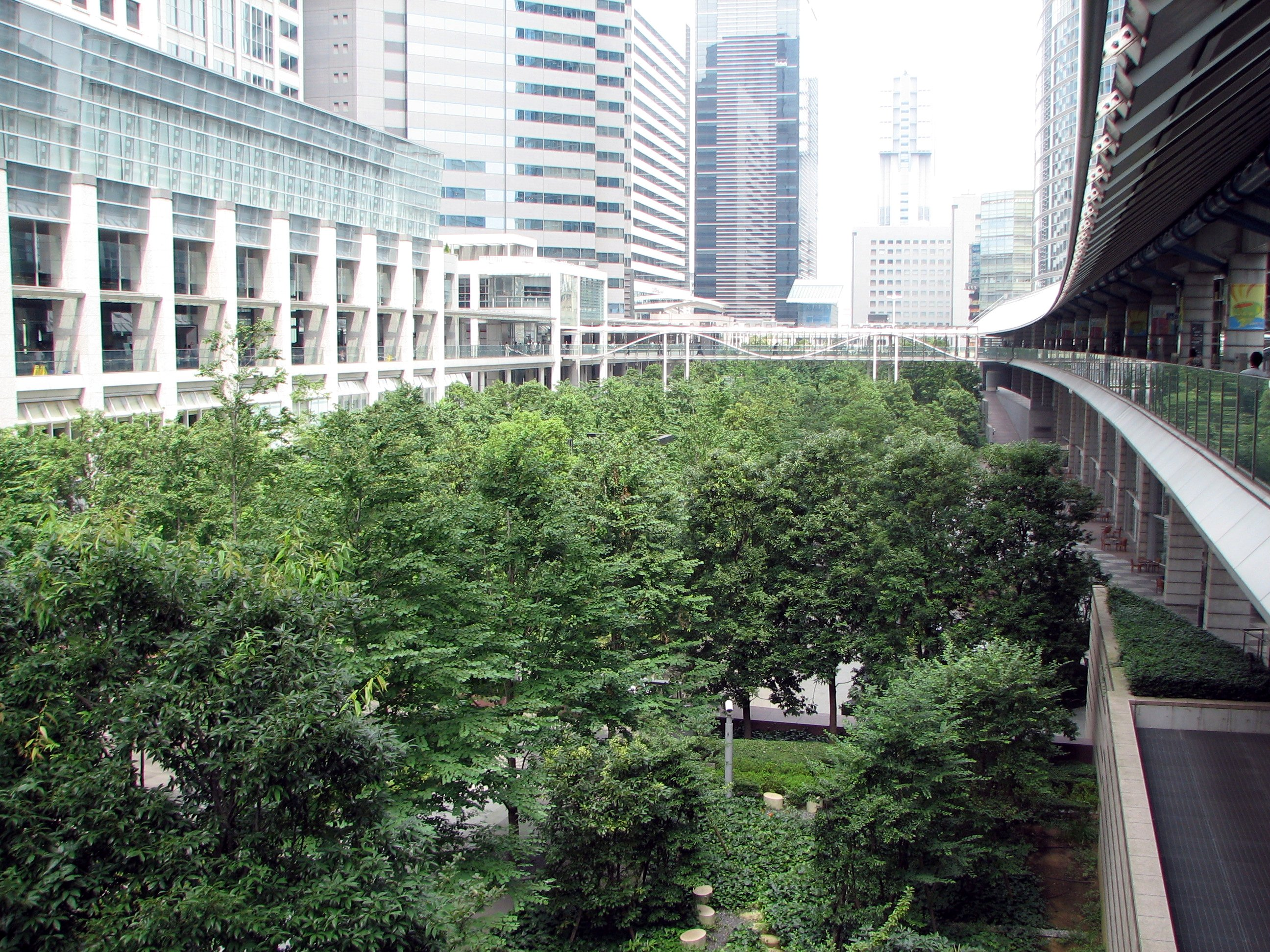
品川駅東口